# Aeroportul Regional Batesville
Aeroportul Regional Batesville (IATA: BVX, ICAO: KBVX, FAA LID: BVX) este un aeroport din Arkansas, Statele Unite ale Americii ce deservește zona Batesville⁠(d). Aeroportul a fost tranzitat în 2019 de 8 pasageri. A fost numit după zona deservită.
Situat la o altitudine de 142 m, aeroportul dispune de 2 piste.

## Infrastructură

### Piste
Aeroportul dispune de 2 piste. Pista 08/26 are suprafața de asfalt și dimensiunile 6.002 picioare × 150 picioare. Pista 18/36 are suprafața de asfalt și dimensiunile 2.804 picioare × 60 picioare. 